# Uniwersytet Howarda
Uniwersytet Howarda (ang. Howard University) – amerykańska uczelnia wyższa z siedzibą w Waszyngtonie. 
Uniwersytet założono 2 marca 1867 z inicjatywy weterana wojny secesyjnej, generała Olivera Howarda. Uczelnia tradycyjnie związana jest z Afroamerykanami. Posiada 13 wydziałów. Jesienią 2013 liczba studentów wynosiła 10 330. W 2017 w rankingu amerykańskich uniwersytetów uczelnia uplasowała się na 124. pozycji. 
Drużyny sportowe Howard University noszą nazwę Howard Bison i występują w NCAA Division I. Dwa tytuły mistrzowskie NCAA zdobyła dla uczelni drużyna piłki nożnej w 1971 i 1974 roku.